# Untasz-Napirisza
Untasz-Napirisza (1275–1240 p.n.e.) – król Elamu, jego żoną była Napirasu, córka króla kasytów Burna-Buriasza II. W trakcie swego panowania toczył walki z Babilonią. Założył miasto i nową stolicę królestwa – Dur-Untasz-Napirisza.